# Jesús Malverde
Jesús Malverde (spansk: ond-grøn Jesus), født Jesús Juárez Matzo Campos d. 24. december 1870, død 3. maj 1909, var en mexicansk røver og folkehelt fra delstaten Sinaloa, der ofte omtales som "den gavmilde bandit", "de fattiges engel", eller "narko-helgenen".
Malverdes afstamning kom fra Spanien og fra Mayo-folket. Han er en Robin Hood-lignende karakter, der menes at have stjålet fra de rige og givet til de fattige. Han hyldes som en folke-helgen blandt nogle i Mexico og USA, herunder blandt narkotikasmuglere. Dette til trods kan Malverdes eksistens ikke verificeres historisk.